# Милле, Катрин
Катрин Милле (фр. Catherine Millet; род. 1 апреля 1948 года, Буа-Коломб, Франция) — французская писательница, искусствовед, куратор, основатель и редактор журнала Art Press.
Куратор выставок «Барокко 81» (Парижский музей современного искусства, 1981), «Двенадцать французских художников в пространстве» (Музей Сейбу, Токио, — Фонд Уолкер Хил, Сеул, 1985), французской секции на Биеннале в Сан-Паулу (1989) и французского павильона на Биеннале в Венеции (1995).
Наиболее известна как автор книги «Сексуальная жизнь Катрин M» (La Vie sexuelle de Catherine M., 2001), основанной на интимных переживаниях самой Милле. Эта книга стала первым лауреатом премии Сада. Американский писатель и литературный критик Эдмунд Уайт охарактеризовал ее как «самую откровенную книгу о сексе, когда-либо написанную женщиной».
В 2008 году Милле опубликовала продолжение под названием «Ревность» (Jour de Souffrance).
Муж — писатель и литературный критик Жак Анрик.
10 апреля 2016 года Катрин Милле стала первым лауреатом премии имени Франсуа Морелле, вручаемой за вклад в развитие современного искусства. Награждена Орденом искусств и литературы II степени.
В январе 2018 года вошла в число авторов публичного письма в газету Le Monde с критикой движения #MeToo. Письмо было подписано более чем сотней француженок, включая актрису Катрин Денев, и вызвало значительные споры.

## Избранные произведения
- 2001 — La Vie sexuelle de Catherine M., Seuil, 2001 et 2014, перевод на русский — «Сексуальная жизнь Катрин М.», 2004, Лимбус Пресс
- 2005 — Dali et moi, Gallimard, 2005, перевод на русский — «Дали и я», 2008, Лимбус Пресс
- 2008 — Jour de souffrance, Flammarion, 2008, перевод на русский — «Ревность», 2011, Лимбус Пресс